# 盧志
盧志（3世紀—312年），字子道，范陽涿（今河北省涿州市）人。東漢大儒盧植的曾孫。西晉官員，成都王司馬穎的心腹，曾參與八王之亂，永嘉之亂後被漢國軍隊捕擄，不久被殺。

## 生平

### 奉為謀主
盧志早年曾任公府掾、尚書郎和鄴縣縣令。成都王司馬穎鎮守鄴城時，欣賞其才智和度量，視為心腹並以其為謀主。永康二年（301年），趙王司馬倫稱帝，引來齊王司馬冏起兵討伐，並派使者聯絡司馬穎，司馬穎找盧志商討，盧志主張司馬穎親自率兵響應，並建議司馬穎徵任賢才，借機取得名望。司馬穎十分同意，並改選屬官，以盧志為諮議參軍，補左長史。及後前鋒都督趙驤被司馬倫擊敗，司馬穎部眾都十分害怕，不少人更建議司馬穎退保朝歌。但盧志則認為戰爭不會沒勝負，敵軍新勝必然有輕敵之心，而軍隊停駐只會令士兵畏懼，應該挑選精兵，並加快行軍，出其不意地進攻。司馬穎聽從，繼續前進。不久司馬倫兵敗，盧志又以司馬穎戰功高，日後將與齊王輔政，但兩雄不兩立，建議司馬穎因程太妃（司馬穎生母）患病而求退，推崇齊王，可獲全國的稱譽。司馬穎聽從；後又聽從盧志的建議，做了援助受戰爭影響的平民和收斂陣亡士卒的行動，最終得到全國稱頌，天下歸心。戰後盧志獲封為武強侯，加散騎常侍。

### 屢拒諫言
司馬冏掌權後不久即因驕奢專橫而令眾人失望，司馬穎因獲天下歸心，於是被任命輔政，但司馬穎以程太妃留戀鄴城為由留在鄴城。太安元年（302年），河間王司馬顒聽從李含的計謀，命長沙王司馬乂討伐司馬冏，實質是望借司馬冏之手除去司馬乂，自己再以為司馬乂報仇為名討伐司馬冏，再立司馬穎為帝，自己總攬大權。於是司馬顒聯絡司馬穎，司馬穎即答應，盧志勸諫但無法阻止。及後司馬乂擊敗並殺死司馬冏，總掌大權，但事無鉅細都會諮詢司馬穎，司馬穎實際上在遙控朝政。但因司馬顒的計劃不成，司馬穎亦因司馬乂在朝而未能專擅，二人於是密謀誅除司馬乂。太安二年（303年）司馬穎以荊州張昌作亂而請求親征，但未到已被陶侃平定；司馬穎於是決定進攻洛陽。盧志即勸諫司馬穎，認為司馬穎已得百姓歸心，又協助討平張昌叛亂，應該在關外駐兵，文服入朝，才是霸王者行的事。但司馬穎不聽，仍堅持進攻洛陽。
司马颖用名士陆机统兵。卢志嫉妒陆机得宠，指陆机不可用，司马颖没有回答。后来陆机大败，司马颖听信诬陷以为陆机私通司马乂，杀了他，又犹豫是否杀陆机的弟弟陆云。卢志说当初司马伦杀中护军赵浚而赦免赵浚子赵骧，结果赵骧就在司马颖麾下为父报仇。最后陆云及陆机三族都被杀。
次年，司馬穎與司馬顒的聯軍成功攻破洛陽，並殺死司馬乂；司馬穎被立為皇太弟，任丞相，又表盧志為中書監，留鄴城參署丞相府事。司馬穎不久亦回到鄴城遙控朝政。同年，東海王司馬越與晉惠帝親征司馬穎，但在蕩陰被司馬穎擊敗，晉惠帝遭亂軍所棄被擄，盧志於是被派到當地迎接惠帝回鄴城。

### 侍奉帝側
但不久，安北將軍王浚又與司馬騰等領兵討伐司馬穎，更擊敗迎擊的王斌，盧志見形勢危急，勸司馬穎帶惠帝到洛陽。當晚尚有部眾一萬五千人，但因程太妃留戀鄴城而令司馬穎猶豫不決，士眾到日出時已經潰散，僅有殿中武賁一千人在，盧志於是再勸，但直至程太妃相信的道士逃跑後才決意逃走。當時人馬已散，盧志在營陣間找到數輛鹿車，司馬督韓玄收集黃門亦得百多人，成功帶惠帝啟程。同時惠帝又召領兵八千戍守洛陽的屯騎校尉郝昌迎駕，後在汲郡與郝昌會合後才有盛兵護駕。盧志此時則建議惠帝大赦天下，與民休息。到洛陽後又請求以滿奮為司隸校尉，最終令很多逃散者都回來，百官大致都齊集了，惠帝感到高興而賞賜盧志。
當時在洛陽擁兵專政的司馬顒部將張方將洛陽搜刮殆盡，更意圖逼惠帝遷都長安；但惠帝和大臣都不順從，張方於是以武力脅逼惠帝，更加意圖焚毀洛陽宮室以絕眾心。盧志知道後則以當日董卓焚毀洛陽的事游說張方，成功保住洛陽城。但惠帝始終被張方脅逼到長安，只有盧志侍奉在側。到長安後，司馬穎被廢，遣回封地成都，盧志亦被免官。

### 隨主左右
永興二年（305年），東海王司馬越以讓晉惠帝還都洛陽為名起兵，而司馬顒見司馬穎在鄴城仍有支持者，於是命司馬穎回鄴城，盧志亦任命為魏郡太守，加左將軍，隨同司馬穎到鄴城。次年，司馬穎到洛陽，但遇到司馬越大軍，受平昌公司馬模前鋒督護馮嵩所拒，被逼回長安，但途中又得悉司馬顒斬張方求和及司馬越攻破洛陽。司馬穎走向華陰而盧志回長安，盧志向中央陳謝後到武關會合司馬穎，但在南陽新野被劉陶追捕，司馬穎和盧志於是逃到河北。司馬穎到後被范陽王司馬虓幽禁，一個多月後司馬虓暴斃，司馬穎則被司馬虓長史劉輿殺害，其官屬見此逃散，僅盧志親自送殯，此舉亦得到當時人的嘉許。

### 平陽遇害
司馬越後來任命盧志為軍諮祭酒，遷衛尉。永嘉末年任尚書。永嘉五年（311年）發生永嘉之亂後，盧志與妻兒北上投靠并州刺史劉琨，但在陽邑被漢國河內王劉粲擄去。次年，盧志與妻子和兒子盧謐和盧詵都被送往漢國首都平陽。同年劉琨率兵擊敗劉粲，盧志長子盧諶投歸劉琨，盧志和其在平陽的家人都被殺。

## 其他
卢志曾在在大庭广众之下问陆机：“陆逊、陆抗是你的什么人？” 陆机回答：“就像你和卢毓、卢珽的关系。”陆云变了脸色，从屋子裏出来以后，对哥哥陸機说：“何必這樣？他可能真的不知道。”陆机严肃说道：“父亲和祖父名扬四海，难道会不知道？這個鬼子当着我们的面直呼他们的名讳，如此无礼！”

## 家族

### 夫人
- 清河崔氏，御史中丞崔参之女

### 子女
- 盧諶：盧志長子，隨父亡歸劉琨，劉琨死後先後流落北方，被段部鮮卑首領段末波所留而不得南渡東晉，後於後趙中任官。
- 盧謐：盧志次子，與盧志同於平陽被殺。
- 盧詵：盧志子，與盧志同於平陽被殺。